# 綿谷エリナ
綿谷 エリナ（わたや えりな、1986年8月17日 - ）は、ドイツ・デュッセルドルフ出身のマルチリンガルタレント、ラジオパーソナリティ、YouTuber、ドイツ語学習書作家。8か国語の素養がある（日本語、ドイツ語、英語、フランス語、ラテン語、韓国語、中国語、その他）FM BIRD所属。

## 略歴
ドイツ連邦共和国 国立ベルリン自由大学を首席で卒業。在学中に、韓国の延世大学に交換留学。
大学在学中から通訳や翻訳、司会などで活躍しながらも、政治参画に関する取り組みを行う、NPO法人Rightsにも所属。
2022年に初の著書「おしゃべりなドイツ語対話力を上げるテクニック＆トピック」を左右社から刊行。2023年にはドイツ語学習書「超初級から話せる ドイツ語声出しレッスン」をアルク社から出版。また、ラテン語専門書においてラテン語で吹き込んだオーディオブックが販売されている。
2024年に獨協大学での講演会に招聘された。オリンピック東京2020では、フランス語公式アナウンスを務めた(IOCオリンピック委員会による採用枠）。
ハンブルガーSVに所属する伊藤達哉のドイツ語家庭教師を務めていたことがある。
現在、8か国語(ドイツ語（母国語）、日本語（母国語）、英語、フランス語、ラテン語、韓国語、中国語など）の素養があるタレントとして活躍している

## 出演

### ラジオ
- ちょっと変なこときいてもいいですか
- NHK ラジオ第2「まいにちドイツ語応用編」（Mon.-Wed. 7:00-7:15 etc.）
- TOKYO FM「松任谷正隆の…ちょっと変なこと聞いてもいいですか？」(Fri. 17:30-17:55)
- TOKYO FM「鈴木敏夫のジブリ汗まみれ」(Sun. 23:00-23:30)
- ON THE PLANET（2019年4月3日[8] - 、JFN系）
- TOKYO FM サタデーNAVI（2020年10月3日 - 、TOKYO FM）

### テレビ
- 旅するドイツ語（旅するためのドイツ語）（2019年9月30日 ～ 、NHK Eテレ） - パートナー（JOYとの）、モーリーくん兼務、発音のコーナー[9]

### 過去の出演ラジオ
- 中西哲生のクロノス（2018年4月5日 - 2019年3月28日、JFN系）
- 速水健朗のクロノス・フライデー（2018年4月6日 - 2019年3月29日、JFN系）
- クロノスWIZ（2018年4月5日 - 2018年9月28日、TOKYO FM）
- terminal（2019年4月1日[10] - 2021年3月29日、FM FUJI）
- Ready Saturday Go（2019年4月6日 - 2021年3月27日、TOKYO FM）

### 過去の出演テレビ
- BOOKSTAND.TV（2022年11月29日 - BS12）

## 書籍
- おしゃべりなドイツ語 対話力を上げるテクニック&トピック（2022年10月-左右社） ISBN 4865283382
- 超初級から話せる ドイツ語声出しレッスン（2022年11月-アルク）  ISBN 4757439881

## イベント
- おしゃべりなドイツ語　対話力を上げるテクニック＆トピック（2018年3月1日・2日）[3]
- 主権者教育としての“新しい生徒会”シンポジウム（2016年9月17日）[11]

## メディア　その他
- Young Germany（在日ドイツ大使館・2017年11月19日）[12]
- GEO 全国店内放送 メインナビゲーター
- 「教養としてのラテン語の授業 」オーディオブックナレーション